# Nika Sandochadze
Nika Sandochadze, gruz. ნიკა სანდოხაძე (ur. 20 lutego 1994 w Tbilisi, Gruzja) – gruziński piłkarz, grający na pozycji obrońcy.

## Kariera piłkarska

### Kariera klubowa
Wychowanek klubu Dinamo Tbilisi, w barwach którego rozpoczął karierę piłkarską w drużynie młodzieżowej. W 2013 przeszedł do Torpeda Kutaisi, skąd latem 2014 przeniósł się do Lokomotiwi Tbilisi. 15 lipca 2014 podpisał kontrakt z SK Samtredia. 22 stycznia 2018 zasilił skład Karpat Lwów. W lipcu 2018 został wypożyczony do FK Rīgas Futbola skola, w którym grał do końca roku. 12 lipca 2019 opuścił lwowski klub i potem grał w barwach Saburtalo Tbilisi.

### Kariera reprezentacyjna
Występował w juniorskiej i młodzieżowej reprezentacjach Gruzji

## Sukcesy

### Sukcesy klubowe
SK Samtredia
- mistrz Gruzji: 2016
- wicemistrz Gruzji: 2015/16
- zdobywca Superpucharu Gruzji: 2016/17